# Iosif Viehmann
Prof. univ. dr. Iosif Viehmann (n. 1 septembrie 1925, Cluj-Napoca - d. 6 august 2016, Cluj-Napoca) a fost un om de știință, speolog, asistent al savantului Emil Racoviță, profesor universitar asociat al UBB Cluj, doctor în geologie, Cetățean de Onoare al Clujului și mare îndrumător si sprijinitor al mișcării de speologie amatoare din România.